# František Verner
František Verner (6. června 1915 Ostrá – 7. prosince 2004 Praha) byl římskokatolický duchovní, příslušník řádu křižovníků s červenou hvězdou, knihovník, vyšehradský kanovník, bibliograf a nositel čestného papežského kříže Pro Ecclesia et Pontifice za zásluhy o knihovnictví.

## Život a dílo
Narodil se v době 1. světové války jako první dítě Františka a Marie Vernerových na statku v Ostré čp. 53. Po absolvování měšťanské školy v Lysé nad Labem ho dali rodiče zapsat na Arcibiskupské gymnázium v Praze, kde maturoval v roce 1937. Poté se stal novicem řádu křižovníků s červenou hvězdou a stal se knihovníkem v klášteře v Praze u Karlova mostu. Se souhlasem tehdejšího velmistra řádu ThDr. Josefa Vlasáka v roce 1938 začal studovat teologii a knihovnictví na Filosofické fakultě Karlovy univerzity. Přestože za protektorátu nemohl studia dokončit, byl již v roce 1942 vysvěcen na kněze.
V letech 1943–1945 působil v kostele sv. Antonína v Holešovicích, potom do roku 1953 u sv. Cyrila a Metoděje v Karlíně. V roce 1953 se stal farářem v Praze-Košířích. K této farnosti patřil kostel Nejsvětější trojice (u Malostranského hřbitova) a kostel sv. Jana Nepomuckého (poslední z kostelů postavených v rámci Díla blahoslavené Anežky Přemyslovny; po jeho poškození povodní v roce 1955 měl velkou zásluhu na jeho opravě a dostavbě). Působil tu až do roku 1987, kdy byl jmenován sídelním kanovníkem na Vyšehradě.
Souběžně se svým kněžským posláním se staral i o několik pražských teologických knihoven: o knihovnu v Arcibiskupském paláci na Hradčanech, o knihovnu v klášteře křižovníků a o knihovnu Vyšehradské kapituly. V roce 1967 ho tehdejší administrátor pražské arcidiecéze František Tomášek pověřil vybudováním knihovny k postgraduálnímu studiu kněží. Vernerovi se pak podařilo vytvořit základ tzv. Pokoncilní knihovny, z níž později vznikla Centrální katolická knihovna.
Pokoncilní knihovnu řídil František Verner až do roku 1982. Věnoval se také bibliografické činnosti, k jejímž výsledkům patří např.:
- Bibliografie české katolické náboženské literatury 20. století (včetně katolické exilové tvorby, zhruba 40 tisíc kartotéčních lístků)
- Soupis Catalogus cleri (Duchovní pastýř, 1986, roč. 35, č. 10, s. 186–193)
- Bibliografie českých překladů celé Bible a jejich částí (Praha : Česká katolická Charita, 1987)
- biograficko-bibliografická Kartotéka českých katolických autorů

Byl autorem překladu třídy 2 (náboženství) německé normy Mezinárodního desetinného třídění (MDT) do češtiny. Podařilo se mu také zachránit před zničením 18 svazků díla Václava Petery Géniové církve a vlasti, které nechal svázat a doplnil ho jmenným rejstříkem.
V roce 2001 za své celoživotní dílo v oboru knihovnictví obdržel papežské vyznamenání Pro Ecclesia et Pontifice (Pro církev a papeže).